# Torontáltószeg
Torontáltószeg (szerbül Нови Козарци / Novi Kozarci) település Szerbiában, a Vajdaságban, az Észak-bánsági körzetben, Nagykikinda községben. Korábban két településből állt, ezek Nagytószeg (németül Heufeld) és Kistószeg (németül Mastort).

## Fekvése
Nagykikinda délkeleti szomszédságában, Torontáloroszi és Bánátnagyfalu közt fekvő település.

## Története

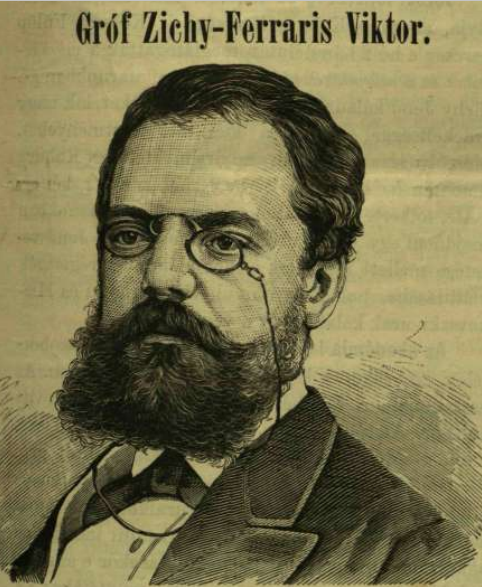
Zichy-Ferraris Viktor

A középkorban csak egy Tószeg nevű település volt a vármegye területén. Tószeg a török hódoltság alatt elpusztult, és még az 1723-1725. évi gróf Mercy-féle térképen is lakatlan pusztaként szerepel a becskereki kerületben, Tosseck néven, az 1761. évi térképen Teysseck néven szintén pusztaként volt feltüntetve.
A 18. század közepén a délmagyarországi kincstári puszták bérlő-társasága bérelte.
A mai település 1770-1771-ben települt, 76 házzal, Rajna melléki német telepesekből, és az új települést Mastort-nak nevezték el.
A 19. század elején a gróf Zichy-Ferraris család birtoka lett. 1838-ban tulajdonosa gróf Zichy-Ferraris Ferenc, később gróf Zichy-Ferraris Viktor volt.
A trianoni békeszerződésig Torontál vármegye Zsombolyai járásához tartozott.
A második világháború után a német lakosság elhagyta a települést, helyükre pedig boszniaiakat költöztettek főleg a Kozanske Krajine nevű térségből. 1947-ben Heufeld és Mastort egyesült Kozarci néven, 1948-tól pedig a Novi Kozarci (Torontáltószeg) lesz a település új neve.

## Nevezetes szülöttei
- Schütz Antal (1880–1953) piarista, teológus
- Schütz János (1885–1953) orvos
- Schütz József (1886–1960) tanár, iskolaigazgató

## Források

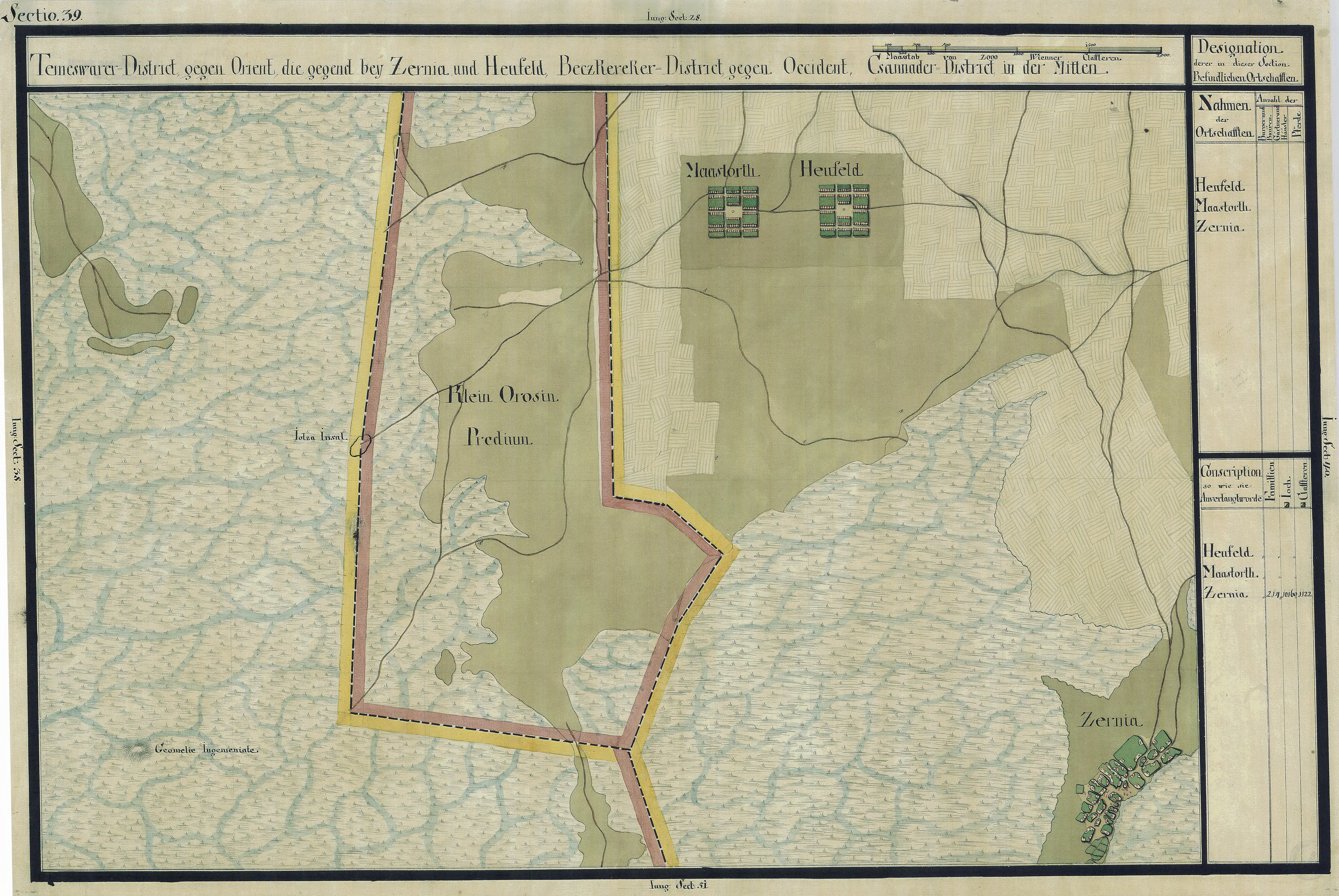
Nagytószegegy régi katonai térképen

## Népesség

### Demográfiai változások
| 1948 | 1953 | 1961 | 1971 | 1981 | 1991 | 2002 | 2011 |
| ---- | ---- | ---- | ---- | ---- | ---- | ---- | ---- |
| 3422 | 3634 | 3668 | 3068 | 2668 | 2488 | 2277 | 1894 |

## Galéria

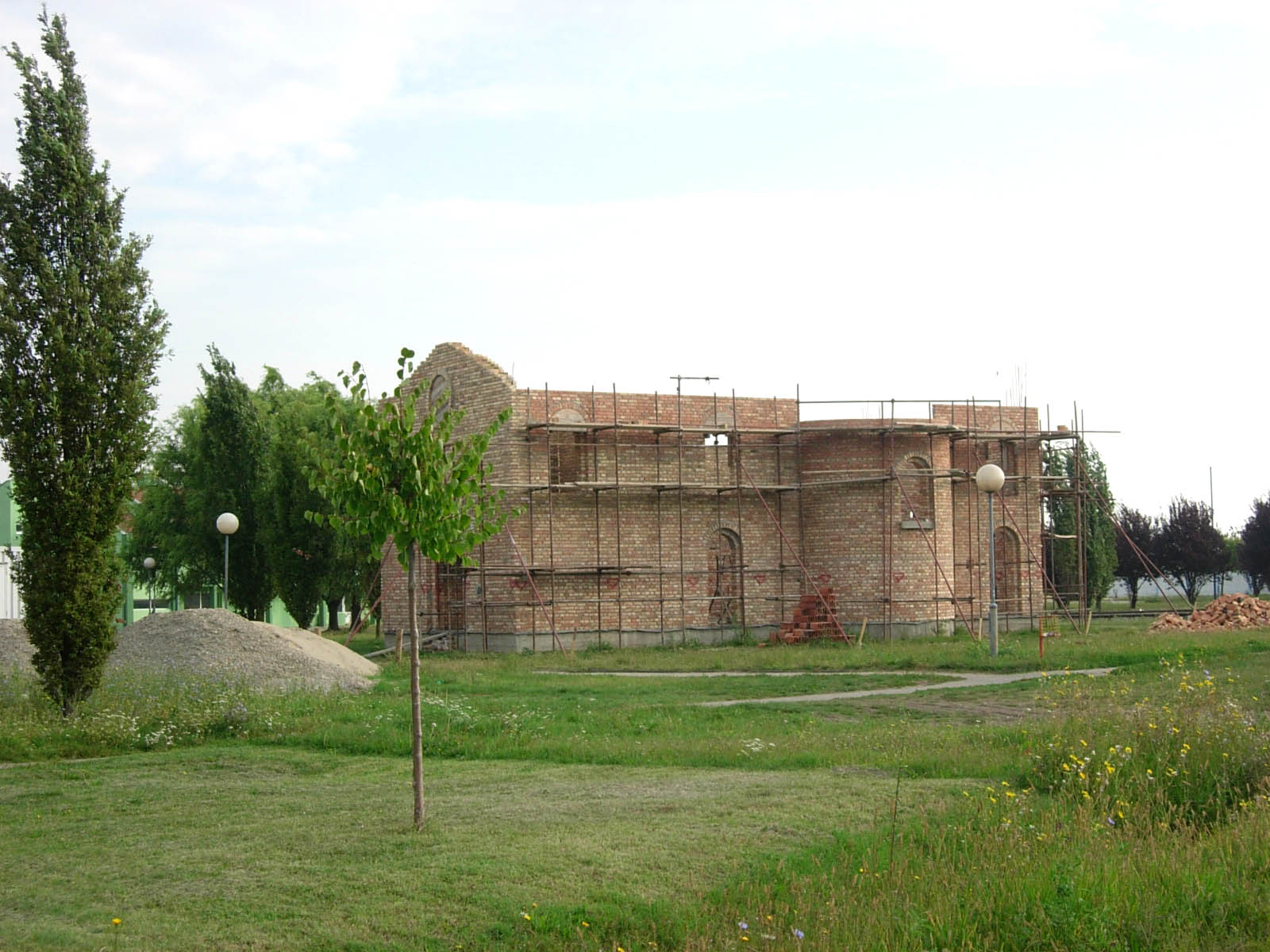
Az épülő ortodox templom
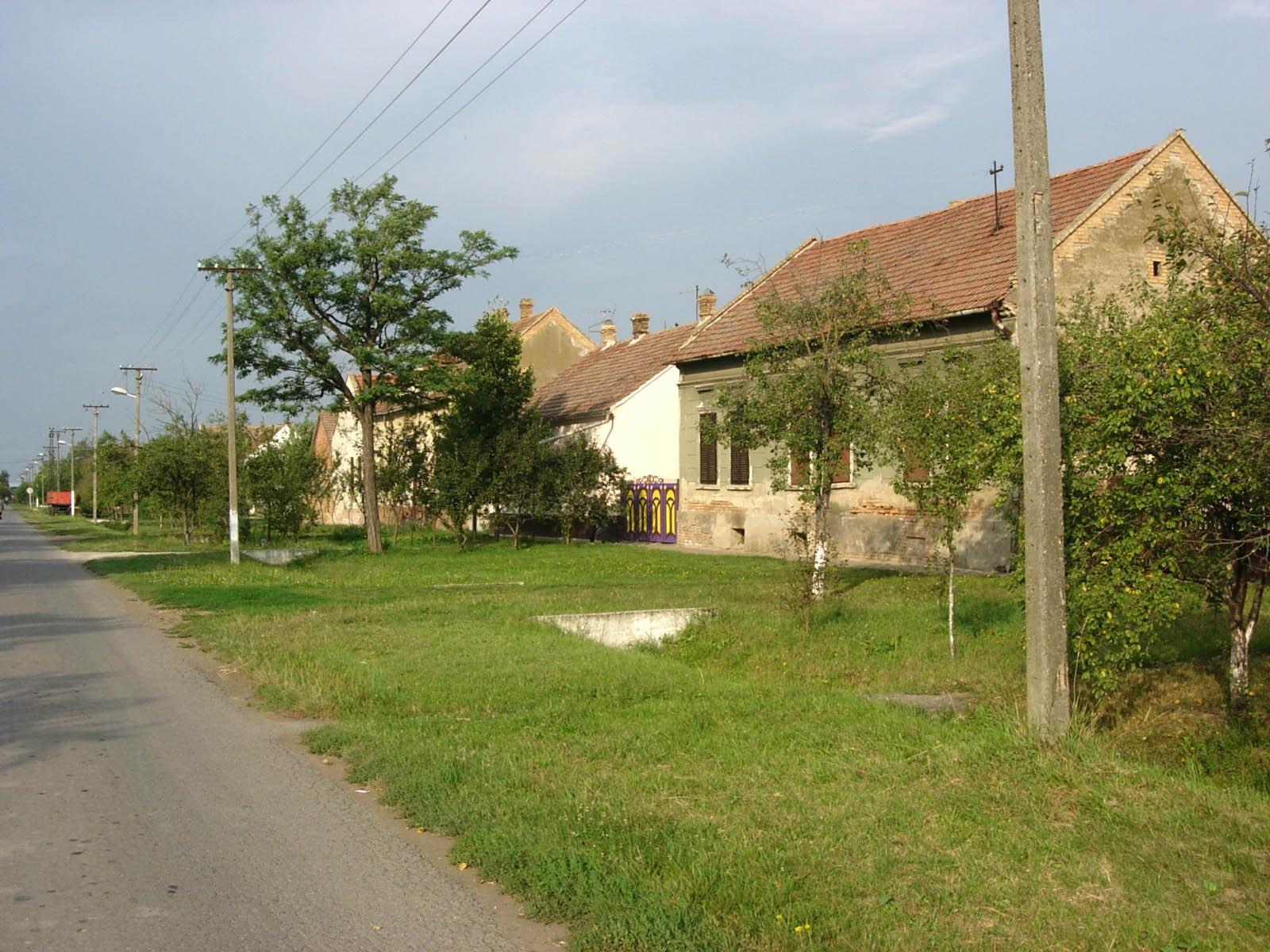
Régi házak
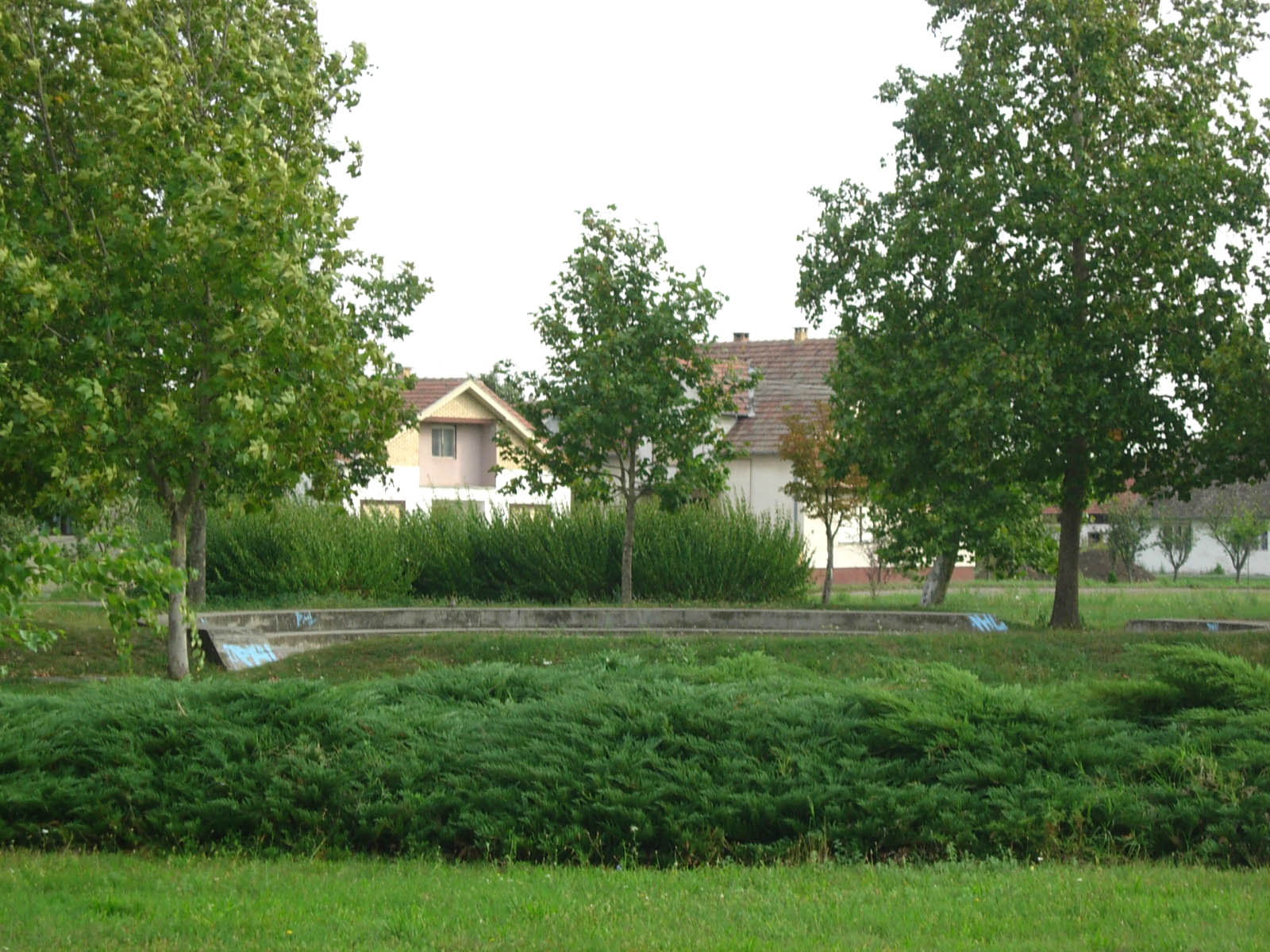
Park a falu központjában
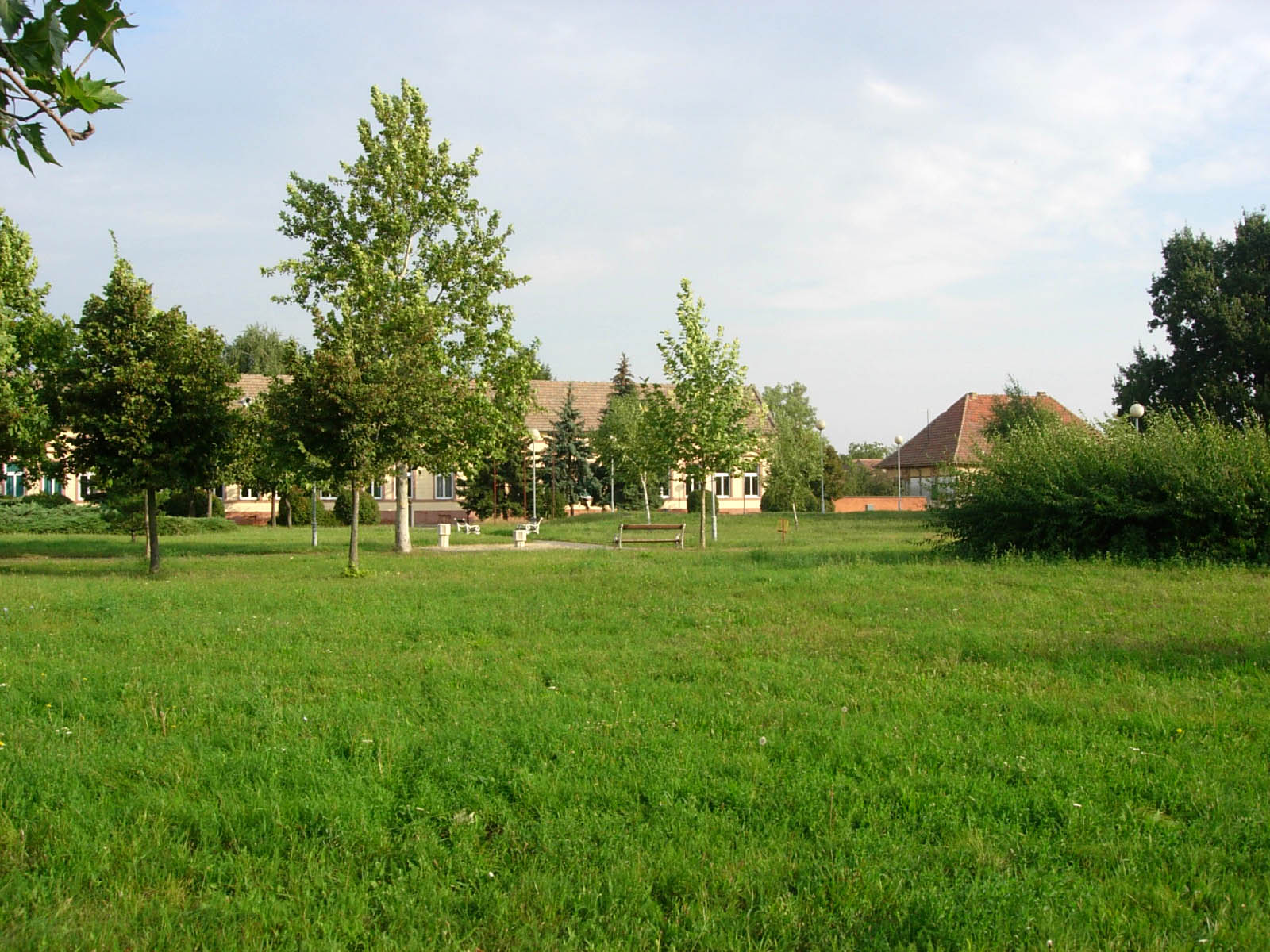